# Ctenitis muluensis
Ctenitis muluensis är en träjonväxtart som beskrevs av Holtt. Ctenitis muluensis ingår i släktet Ctenitis och familjen Dryopteridaceae. Inga underarter finns listade.